# 7-й гвардійський штурмовий авіаційний полк (СРСР)
7-й гвардійський штурмовий авіаційний Севастопольський ордена Леніна Червонопрапорний полк (7-й гшап) — військова частина, авіаційний полк у складі ВПС СРСР часів Другої світової війни.

## Історія і бойовий шлях
Сформований у Харківському військовому окрузі, як 4-й ближньобомбардувальний авіаційний полк. Брав участь у радянсько-фінській війні 1939—1940 років. До травня 1941 року на озброєнні полку знаходились літаки Р-Z.
На початку червня 1941 року полк був перебазований на аеродром Богодухів (Харківська область), де був переформований у 4-й штурмовий авіаційний полк і отримав перших 17 штурмовиків Іл-2.
З початком німецько-радянської війни полк був перебазований на прифронтовий аеродром Старий Бихів (Білорусь), звідки 28 червня 1941 року льотчики здійснили перший бойовий виліт з нанесенням бомбоштурмового удару по колоні ворожої бронетехніки на Бобруйському напрямку. 2 липня 1941 року полк увійшов до складу 11-ї змішаної авіаційної дивізії ВПС Західного фронту. За перших дванадцять днів боїв полк втратив з різних причин 38 літаків. На початок Смоленської битви в полку знаходилось лише 10 боєготових штурмовиків. У другій половині серпня 1941 року полк передав 3 збережених Іл-2 до 215-го штурмового авіаційного полку і відбув на переформування у м. Воронеж.
17 вересня 1941 року 4-й шап у складі двох ескадрилій (24 штурмовики Іл-2) перелетів з Воронежа на польовий аеродром поблизу Гуляйполя, щоб продовжити бойові дії у складі ВПС Південного фронту. До жовтня того ж року полк здійснив понад 600 бойових вильотів.
З листопада 1941 р. 4-й шап входив до складу 5-ї резервної авіаційної групи (раг) і воював на Донбасі.
Наказом НКО СРСР № 070 від 7 березня 1942 року 4-й штурмовий авіаційний ордена Леніна полк перейменований у 7-й гвардійський штурмовий авіаційний ордена Леніна полк.
З травня 1942 року і до кінця війни полк входив до складу 230-ї штурмової авіаційної дивізії 4-ї повітряної армії на Південному, Північно-Кавказькому, Закавказькому, 4-му Українському (8-ма повітряна армія) та 2-му Білоруському фронтах.
20 лютого 1949 року на підставі Директиви Генерального Штабу № орг/ 1/120016 від 19 січня 1949 роки 7-й гшап перейменований в 669-й гвардійський штурмовий авіаційний полк.

## Нагороди і почесні звання
- Орден Леніна — Указ Президії Верховної Ради СРСР від 04.10.41 р.
- Севастопольський — Наказ Верховного Головнокомандувача № 111 від 10.05.1944 р.
- Орден Червоного Прапора — Указ Президії Верховної Ради СРСР.

## Командири полку
- Гетьман Семен Григорович, майор, підполковник (06.1941 — 05.1942);
- Холобаєв Костянтин Миколайович, майор (05.1942 — 11.1942);
- Хашпер Хаїм Янкелевич, майор, підполковник (01.1943 — 05.1945).

## Герої полку
- Авер'янов Костянтин Антонович — гвардії лейтенант, заступник командира ескадрильї (Указ Президії ВР СРСР від 26.10.1944);
- Горячев Віктор Федорович — гвардії старший лейтенант, заступник командира ескадрильї (Указ Президії ВР СРСР від 26.10.1944, посмертно);
- Демидов Володимир Олексійович — гвардії капітан, командир ескадрильї (Указ Президії ВР СРСР від 26.10.1944);
- Ємельяненко Василь Борисович — гвардії капітан, штурман полку (Указ Президії ВР СРСР від 13.04.1944);
- Кабанов Володимир Єгорович — гвардії лейтенант, старший льотчик (Указ Президії ВР СРСР від 23.02.1945);
- Карабут Іван Лаврентійович — гвардії капітан, командир ескадрильї (Указ Президії ВР СРСР від 04.02.1944);
- Кривень Петро Якович — гвардії лейтенант, старший льотчик (Указ Президії ВР СРСР від 26.10.1944);
- Левін Борис Савелійович — гвардії лейтенант, командир ланки (Указ Президії ВР СРСР від 26.10.1944);
- Мальцев Іван Олександрович — гвардії старший лейтенант, заступник командира ескадрильї (Указ Президії ВР СРСР від 26.10.1944);
- Мосьпанов Ілля Петрович — гвардії старший лейтенант, командир ескадрильї (Указ Президії ВР СРСР від 23.11.1942, посмертно);
- Остапенко Іван Петрович — гвардії капітан, командир ескадрильї (Указ Президії ВР СРСР від 23.02.1945);
- Плешаков Олександр Якович — гвардії лейтенант, старший льотчик (Указ Президії ВР СРСР від 23.02.1945);
- Руденко Олександр Єлісейович — гвардії лейтенант, командир ланки (Указ Президії ВР СРСР від 18.08.1945);
- Руденко Петро Іванович — гвардії лейтенант, заступник командира ескадрильї (Указ Президії ВР СРСР від 13.12.1942, посмертно);
- Седненков Микола Петрович — гвардії лейтенант, командир ланки (Указ Президії ВР СРСР від 26.10.1944, посмертно);
- Чернець Іван Арсентійович — гвардії старший лейтенант, командир ланки (Указ Президії ВР СРСР від 23.02.1945);
- Шамшурін Василь Григорович — гвардії молодший лейтенант, льотчик (Указ Президії ВР СРСР від 08.02.1943, посмертно);
- Шатов Михайло Григорович — гвардії лейтенант, старший льотчик (Указ Президії ВР СРСР від 23.02.1945).